# Mangora acalypha
La Mangora acalypha, conosciuta anche con il nome comune di ragno tessitore di mazze da cricket, è una specie di ragno della famiglia Araneidae, presente in tutto il regno paleartico.
Questa specie fu originariamente descritta da Charles Athanase Walckenaer nel 1802 come Aranea acalypha.

## Habitat
La Mangora acalypha è comune nei prati, nelle foreste e nei giardini.